# Торсійне поле
Торсі́йне поле́ (також іноді торсіо́нне поле́) — псевдофізичний термін, спочатку введений математиком Елі Картаном у 1922 році для позначення гіпотетичного фізичного поля, що породжується крутінням простору. Назва походить від англ. torsion — кручення.
Найпростішою з теорій, що вводять кручення, є теорія гравітації Ейнштейна — Картана. Експериментальні спроби виявити торсійні поля не принесли результатів. Сучасною фізикою торсійні поля розглядаються як суто гіпотетичний об'єкт, що не вносить жодного вкладу в спостерігання фізичних ефектів.
Останнім часом термін «торсійні» (а також аксіон (англ. axion), спінові (англ. spin), спінорні (англ. spinor), мікролептонні (англ. microlepton)) поля широко використовується в різних псевдонаукових дослідженнях. Також випускаються комерційні продукти, дія яких начебто заснована на використанні «торсійних полів».

## Псевдонаукові «торсійні теорії»
Теоретична можливість існування полів кручення послужила підґрунтям для різноманітних псевдонаукових спекуляцій з використанням терміна «торсійний» в масі джерел.
Велику популярність здобула так звана «теорія торсійних полів» членів РАПН Шипова — Акімова, яка не була визнана науковою спільнотою.

### Історія
З середини 80-х років в СРСР була розгорнута програма з експериментального вивчення «торсійних полів» під керівництвом ДКНТ СРСР: спочатку в закритому режимі (за активної участі КДБ і Міністерства Оборони), потім — з 1989 по 1991 рік — у відкритому. Головною організацією відкритих досліджень виступав спочатку Центр Нетрадиційних Технологій (з 1989 по 1991 рік), потім — МНТЦ «ВЕНТ» (керівник — А. Є. Акімов). У липні 1991 року, незабаром після утворення МНТЦ «ВЕНТ» (червень 1991 року) і покладання на неї обов'язків з ведення торсійної програми досліджень, на засіданні Комітету з науки і технологій при Верховній Раді СРСР ця програма досліджень була оголошена псевдонауковою і була припинена невдовзі після розпаду СРСР.
Концепція торсійних полів була використана А. Є. Акімовим в феноменологічній концепції «EGS-станів» Г. І. Шипова у його «Теорії фізичного вакууму» і В. Л. Дятловим при розробці «поляризаційної моделі фізичного вакууму». Під керівництвом А. Є. Акімова в 1989 році була заснована група, яка розпочала дослідження як державний Центр Нетрадиційних Технологій (ЦНТ) при ДКНТ СРСР.
ЦНТ, а потім спеціально створений під торсійну тематику досліджень МНТЦ «ВЕНТ» співпрацювали з багатьма науковими установами, у тому числі академічними. У 1991 році після скандалу, ініційованого звинуваченнями у фальсифікації результатів і розтраті державних коштів, було проведено розслідування Комітету з науки і технологій, який постановою від 4.07.1991 однозначно охарактеризував дослідження як лженаукові і антинаукові, твердження Акімова та його соратників як «такі, що суперечать уявленням, однозначно встановленим сучасною наукою, і, незважаючи на використовувану квазінаукову термінологію, бездоказовими, логічно і науково не обґрунтованими», зазначив, що на підтримку досліджень торсійних полів були витрачені мільйони рублів (за твердженнями самого Акімова 500 мільйонів), однак при цьому «наукова громадськість ні по яких каналах відкритих публікацій, ні по закритих каналах з цими відкриттями не ознайомлена (є тільки одна приватна публікація, в наш час[коли?] спростована)», і у зв'язку з цим виніс рекомендацію припинити фінансування досліджень. Як стверджує академік Кругляков в доповіді на президії РАН, група була розпущена, а Акімов звільнений, після чого Акімов «організував мале підприємство з гучною назвою „Міжнародний інститут теоретичної та прикладної фізики“ при РАПН». За версією А. Є. Акімова, однак, ніхто в зв'язку з цим скандалом ні ЦНТ, ні МНТЦ «ВЕНТ» не розформовували, а Міжнародний Інститут Теоретичної та Прикладної Фізики, пізніше перетворений у приватну компанію ЮВІТОР, є прямим продовженням цієї групи. В рамках цих організацій А. Є. Акімов та Г. І. Шипов продовжили самостійну роботу з розвитку своїх концепцій торсійних полів.

### Основні положення
Основні положення псевдонаукової теорії викладені в книзі Г. І. Шипова «Теорія фізичного вакууму». Згідно з Г. І. Шиповим, існує сім рівнів реальності:
- Абсолютне ніщо
- торсійні поля — нематеріальні носії інформації, що визначають поведінку елементарних частинок
- Вакуум
- Елементарні частинки
- Гази
- Рідини
- Тверді тіла

В інтерпретації Шипова і Акімова «торсійні поля», на відміну від фізичних полів, не мають енергії, для «них немає поняття розповсюдження хвиль або полів», але при цьому вони «переносять інформацію», причому ця інформація є «відразу у всіх точках простору-часу».
У ряді публікацій з'являлися вказівки на численні властивості впливу торсійних полів на речовину — від різкого підвищення провідності металів до лікувального ефекту в медицині і аж до взаємодії з якимсь «хвильовим геномом», причому як методики вимірювань в публікаціях, присвячених експериментальному підтвердженню існування торсійних полів і ефектів, що викликаються ними, використовувалися такі езотеричні та окультні методи та матеріали, як біолокація і «структурована людською думкою вода». На цьому ґрунті швидко з'явилися комерційні структури, що пропонують «торсійні» послуги різного роду.

### Критика
Теорія «торсійних полів» Акімова і Шипова відкидається науковим співтовариством і характеризується як псевдонаукова концепція, заснована на вільному і помилковому трактуванні теорії Ейнштейна — Картана і деяких не цілком коректних розв'язків рівнянь Максвелла.
Концепція «торсійних полів» неодноразово засуджувалася Комісією РАН з боротьби з лженаукою. Критики стверджують, що жоден із заявлених ефектів впливу торсійних полів на речовину не отримав експериментального підтвердження, а деякі з них були експериментально спростовані. Відповідно до заяв академіків РАН Е. Б. Александрова і Е. П. Круглякова дослідження, проведені в Інституті загальної фізики РАН та інших, показали відсутність будь-яких дій торсійних генераторів на матерію і світло. Згідно з твердженням М. С. Бродина, директора Інституту фізики НАН України, під час вивчення наданого інститутові генератора торсійних полів досліджувальна комісія зробила однозначний висновок, що для пояснення спостережуваних ефектів не потрібне залучення будь-яких нових полів. При вивченні зразка металу з нібито підвищеною, під впливом торсійних полів, провідністю було виявлено як повну відсутність заявленого ефекту, так і грубі методологічні помилки в попередніх вимірах, проведених представниками МНТЦ «ВЕНТ».

## Публікації

### Теорія торсійних полів і їх експериментальний пошук
- Обухов Ю. И., Пронин П. И. Физические эффекты в теории гравитации с кручением // Итоги науки и техники. Сер. Классическая теория поля и теория гравитации. Т. 2. — М.: ВИНИТИ, 1991. — С. 112–170.
- Annales de la Fondation Louis de Broglie. Special issue on torsion. Vol. 32 num. 2-3, 2007

### Публікації представників напрямку
- Торсионные поля и спин-торсионные взаимодействия (Библиография работ на сайте отделения Государственной публично-технической библиотеки Сибирского отделения РАН)
- Акимов А. Е., Тарасенко В. Я. Модели поляризованных состояний физического вакуума и торсионные поля. Изв. вузов. Физика. — 1992. — Т.35, N 3. — С.13—23. — Библиогр.: 48 назв.
- Акимов А. Е., Тарасенко В. Я., Шипов Г. И. Торсионные поля как космофизический фактор. Биофизика, 40(4), 1995, стр. 938
- Акимов А. Е., Кузьмин Р. Н. Анализ проблемы торсионных источников энергии // Прикл. физика. — 1996. — N 1. — С.96—101. — Библиогр.: 33 назв.
- Шипов Г. И. Теория физического вакуума. М.: Наука, 1997. 450 с.
- Шипов Г. И. Теория физического вакуума в популярном изложении. Развитие программы Единой Теории Поля, выдвинутой А. Эйнштейном, Кириллица-1, 2002, 128 с.
- Видеозапись семинара Шипова Г. И. и Акимова А. Е. «Сознание и физический мир: Гипотеза торсионных полей» (Пенза 08-09.11.1995).
- Материалы конференции «Торсионные поля и информационные взаимодействия — 2009». г. Сочи, 2009 (електронна версія)